# 江岸站
江岸站，旧称汉口江岸站，又称刘家庙站，是京广附属线及江岸线上一座已关闭的铁路货运车站，位于湖北省武汉市江岸区徐州新村。缩筑前站场中心位于京广铁路（京广附属线）K1186+980处，车站运转室位于京广铁路K1187+020处；缩筑后站场中心位于京广附属线K1185+580处。车站始建于1898年，1903年开始营业，车站建成初期是京汉铁路南段重要编组站。车站地位在武汉铁路枢纽的变迁中随长江铁路轮渡、武汉长江大桥开通而增长，后成为枢纽主要的货运站和编组站；在新汉口站、武汉北站开通后逐渐衰落。2010年末车站缩筑，设6条股道，办理专用线、专用铁路货运作业。另外开行至武汉北站的通勤列车。2021年3月29日，车站停用。自2010年站场缩筑至今，原地块逐渐建设为二七滨江商务区，同时遗留的初代站房（武汉市文保单位）被改建为月台公园。

## 历史

### 车站的选址及名称来源
车站初名“汉口江岸”，所谓江岸，就是指“长江北岸”。车站设置在此处主要原因有三：紧邻大江便于水陆联运、地面平阔便于发展建设、距离市区较近便于运输。另外，在日后的历史进程当中“江岸”一词逐渐开始指代为刘家庙东部、长江北岸一带的土地，加之江岸车站发生有二七大罢工，武汉市辖区江岸区便由此得名。

### 初建

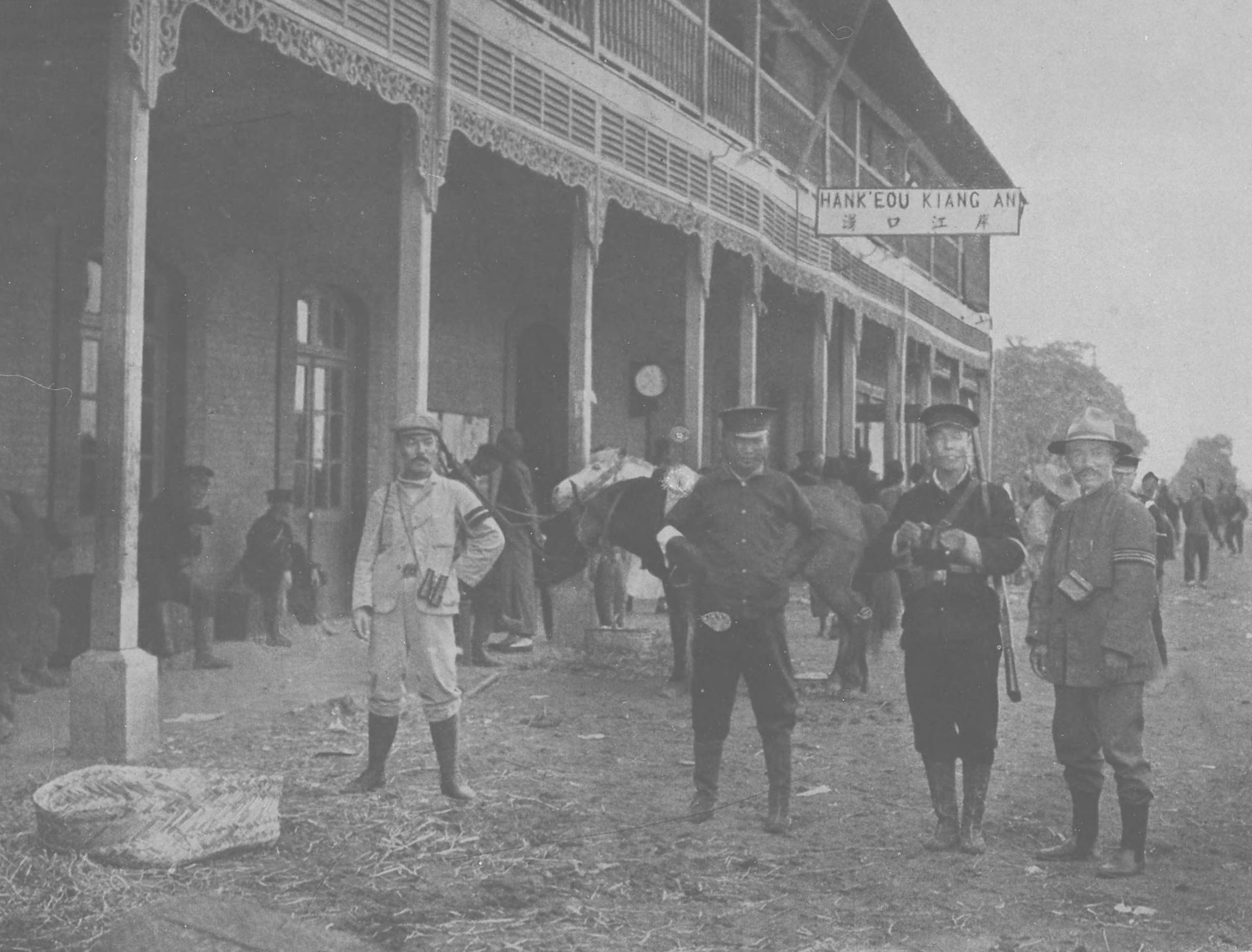
阳夏保卫战期间，江岸站站舍前的革命军

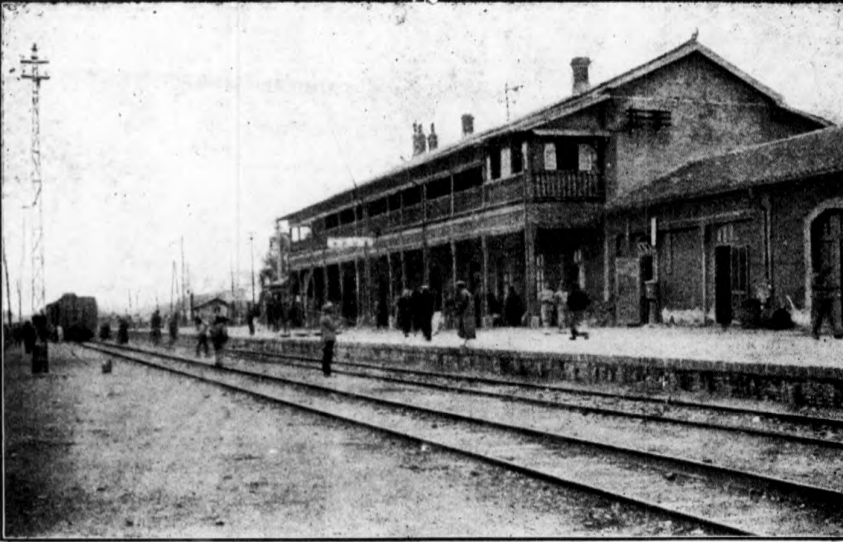
早期车站二层站舍

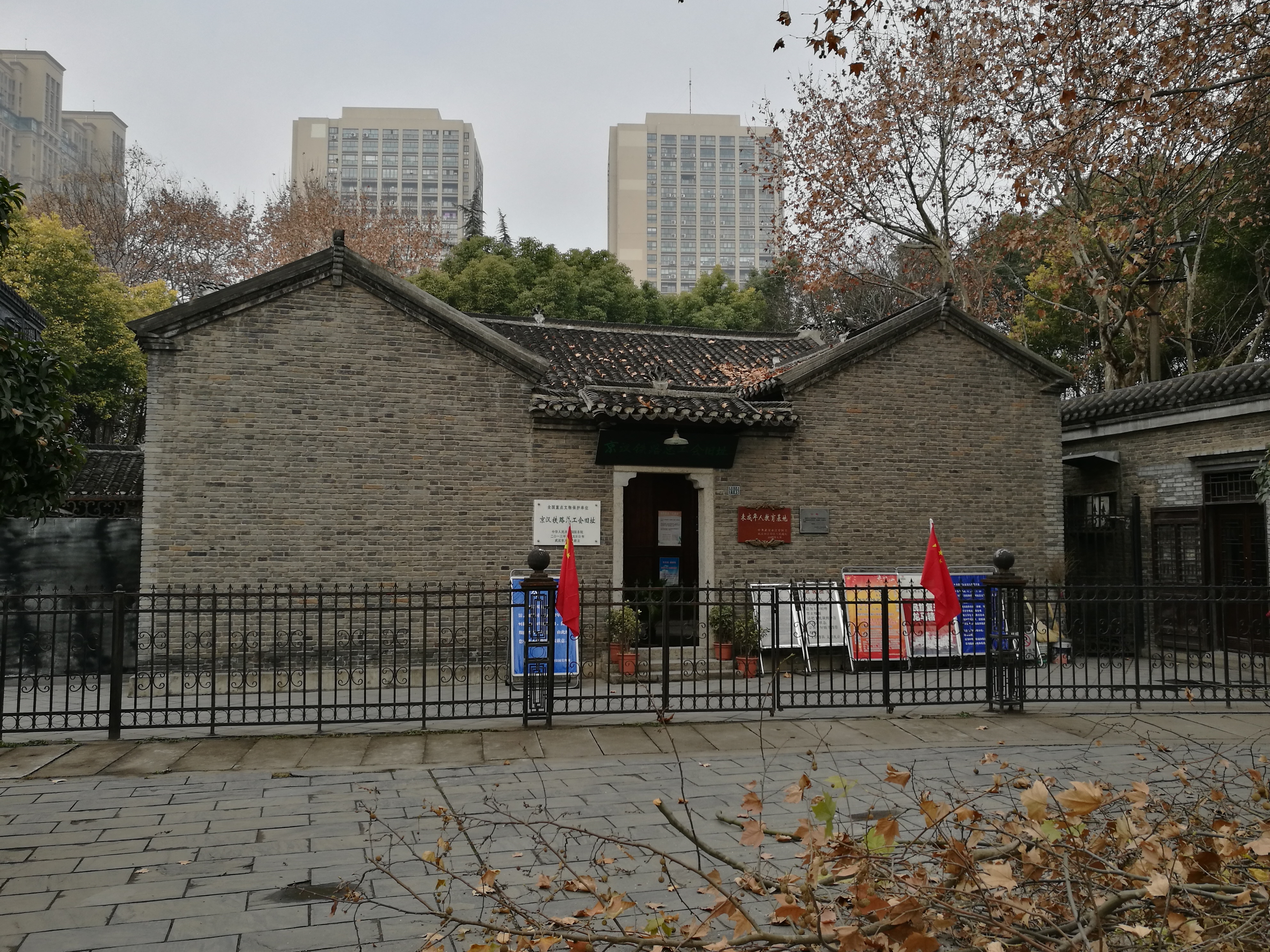
京汉铁路总工会旧址

1897年4月，芦汉铁路（卢汉铁路）汉口至滠口段开工，该站作为该区间车站之一亦同时开工。1898年4月，车站完工，定名汉口江岸站（英：Han K'eou Kiang An/Hankow Kiang An），因位于刘家庙，故后当地人俗称为“刘家庙火车站”。1901年11月，在江岸刘家庙铁路路基迤西建成了一座约500平方米的简陋厂房，并挂出了“京汉铁路江岸机厂”的牌匾，但实际上该厂房并无工人及机械。1904年，因京汉铁路即将通车，为方便组装自法国运输而来的机车部件，法国方委派了本国人及留法学生进驻厂内并进行了扩建，江岸机厂正式投入生产，此即是日后的江岸车辆厂。

### 车站与日本租界
由于汉口大智门站距离英租界和法租界较近，因此位于五国租界最北端的日租界不论相对车站抑或是繁荣的汉口街道皆较远，日租界的交运便利程度自然不及其他租界。但五国租界里唯独日租界离江岸站最近，随着京汉铁路即将开通，日本也寄希望于利用距离江岸站较近的地理优势进行发展。:170-171

### 早期历史
1906年4月1日，京汉铁路全线正式通车，江岸车站由京汉铁路南段行车总监所辖，是汉口地区各站（包括大智门、循礼门、玉带门）的咽喉，定为头等站。车站番号G80，站场中心位于京汉铁路1203K+844.20M处，英文略称“H.A.”。作为京汉铁路南端的编组站，主要办理列车始发编组、到达解体，兼办客货运输业务。当时，站内设有3条到发线、2条调车线、1条存车线、1条站内机车走行线、1条检衡线、半条站内到机务段及工厂（江岸车辆厂）走行线和12条段管线路。其中，检衡线位于日后江岸材料厂以西的位置，段管线路包含江岸工务段、江岸机务段（车头场）、江岸车辆厂以及枕木厂。由于时任江岸机厂的厂长是法国人杜拉克，而机务段的车头场因负责机车的整备和洗检工作，也作一副小型的机厂模样且厂长也是杜拉克，因此工人们将机务段的车头场称为“机务小厂”，将江岸机厂称为“机务大厂”或是“江岸大厂”。
1909年，清政府收回京汉铁路路权，车站改为二等站。
1911年10月10日，武昌起义爆发。13日，湖北提督张彪率自武昌败退之清军残部占据该站。18日革命军对车站发起两次进攻皆以失败告终。19日，革命军再次向车站发起进攻，江岸机务段的铁路工人亦参与到革命军的攻势之中（汉口市民及工人自发武装称“民军”）。清军沿铁路溃败，退守滠口。随后民军汉口军事指挥张景良于24日在车站设置司令部。26日，清军反攻，张景良率叛军烧毁车站内物资，革命军败退至大智门车站。数日后张景良被革命军处决，革命军发动反攻，再次占领江岸车站。27日，冯国璋率北洋军强攻，车站再次失守。是以至清帝逊位、中华民国成立迄，革命军未再占领车站。
1912年5月，车站复定为一等站。
1913年8月，该站发生了“西村少尉事件”。当月11日晚6时，归属日军汉口派遣队的西村彦马少尉及一名随行士兵在江岸站附近散步，因语言不通，二人未理解北洋军意图而进入江岸站内并坐在椅子上休息。随后被30余名北洋士兵绑缚并殴打，后被扒去衣服绑在电线杆上示众，十余分钟后又吊在附近一厂房将近一小时，期间被逼问姓名及进入车站的理由。直到晚10时汉口镇守使参谋长张厚生到来，二人才得以解绑，随后送至镇守使杜锡钧的公馆中。晚8时一名中国人看到了此番情景便向派遣队方面汇报，日租界随即遣人带领翻译前往交涉，先去了江岸站，发现二人已被张接走便又去了公馆，最终在交涉下二人得以回营。9月10日，就该事件及后来南京发生的日本军人凌辱事件，日本公使向北洋政府方面发表了抗议。9月15日，黎元洪政府接受了日方的抗议并道歉，同时张勋前往南京领事馆道歉。
1919年，设立江岸材料厂，段管线增加至14条。
國民革命軍北伐期间，贺龙领导的独立第15师在本站凯旋。
1923年2月4日，中国共产党领导京汉铁路工人发动总同盟罢工（即二七大罢工），该站在罢工中曾作为京汉铁路大罢工总指挥部。7日，二七大罢工遭吴佩孚镇压，工人领袖林祥谦被绑在该站站台电线杆上并就地处决。
1927年，国民政府接管京汉铁路局及江岸机厂，将车辆厂改名为“平汉铁路管理局江岸机厂”。由于当时车辆等设备仍需从法国进口，因此仍委任杜拉克担任厂长。同时，机车场（机务段）车道增至5条，还安装了一座人力推动的火车转盘方便机车掉头（该火车转盘一直运用到了南场废弃的2010年）。附近地名“转车楼”便是源于此设施。

### 轮渡通航与日占时期
1937年，汉口江岸地区已有总长15.044公里的“厂场岔道”（即地方专用线）。同年3月10日，武汉铁路轮渡开始运营，江岸站与长江南岸的武昌车站（现武昌北站）交界，办理办理车辆渡征和局间交接直至1959年武汉长江大桥通车。是时，该站又新增码头线5条。
1937年七七事变发生后，平汉铁路北段机构人员及长辛店机厂的部分设备在沦陷前期转移至武汉。后淞沪会战失败，武汉告急，又将长辛店及江岸的设备转移至广西全州，称“全州机厂”。除结构框架外，原江岸机厂的厂房建筑被悉数拆毁，除少数工人躲避战乱外，其余工人南迁至全州。1938年10月，日军进攻武汉，炸毁周围大型铁路桥梁多座，沿线给水设施、行车信号损坏大半，铁路轮渡停航，南北铁路运输瘫痪。26日中午，日军占领江岸车站，并在江岸站升起日章旗。沦陷后，佐藤治部队进驻机厂，此时工厂无设备无工人，处于完全瘫痪的状态。日军无奈，便从南满铁路和旅大地区调来设备，利用少部分未撤走的职工以及招考工人乃至童工勉强将生产恢复。当时江岸机厂也主要以修理改装铁路公路车辆为主。1940年，日本第四铁道兵北岗部队接替了佐藤治部队，北岗弘充任厂长。一批日本铁道省的人员亦携家眷来华进行管理和技术指导，但仍只能为车辆实施简单修理。因此直至1945年日本投降，江岸机厂基本处于瘫痪状态。战争结束后，江岸机务段机车设备荡然无存，直到战争结束后的1946年才得以基本恢复。
1946年，交平汉区铁路管理局，江岸机厂遣送大多日籍人员。1949年8月，车站归郑州铁路管理局汉口铁路分局领导，并改为二等站。至1949年，车站站内仍为7股半道。在站区，较运营初期增建了3条货物线、1条牵出线、7条专用线。段管线为15条，1条检衡线和5条码头专用线。当年，解放军兵临汉口，国民政府交通部欲将物资通过轮渡转移至长江南岸，但江岸站的工人拆除了站区通往铁路的道岔因而未能实施。尔后，江岸站工人牵引轨道车将解放军送入城中实施接管工作。

### 武汉铁路枢纽建设期
1950年6月，车站被武汉铁路分局确定为中心站。8月扩建4股到发线、6股调车线。修建东区货物线6股。同年，依郑州铁路管理局令，铁道部徐州车辆工厂并入铁道部江岸车辆工厂，原徐州厂600余名职工及1000余名家属安置在车站及车辆厂西北，次年并入完成。地名“徐州新村”便是源于此历史事件。1951年9月，定为一等站。

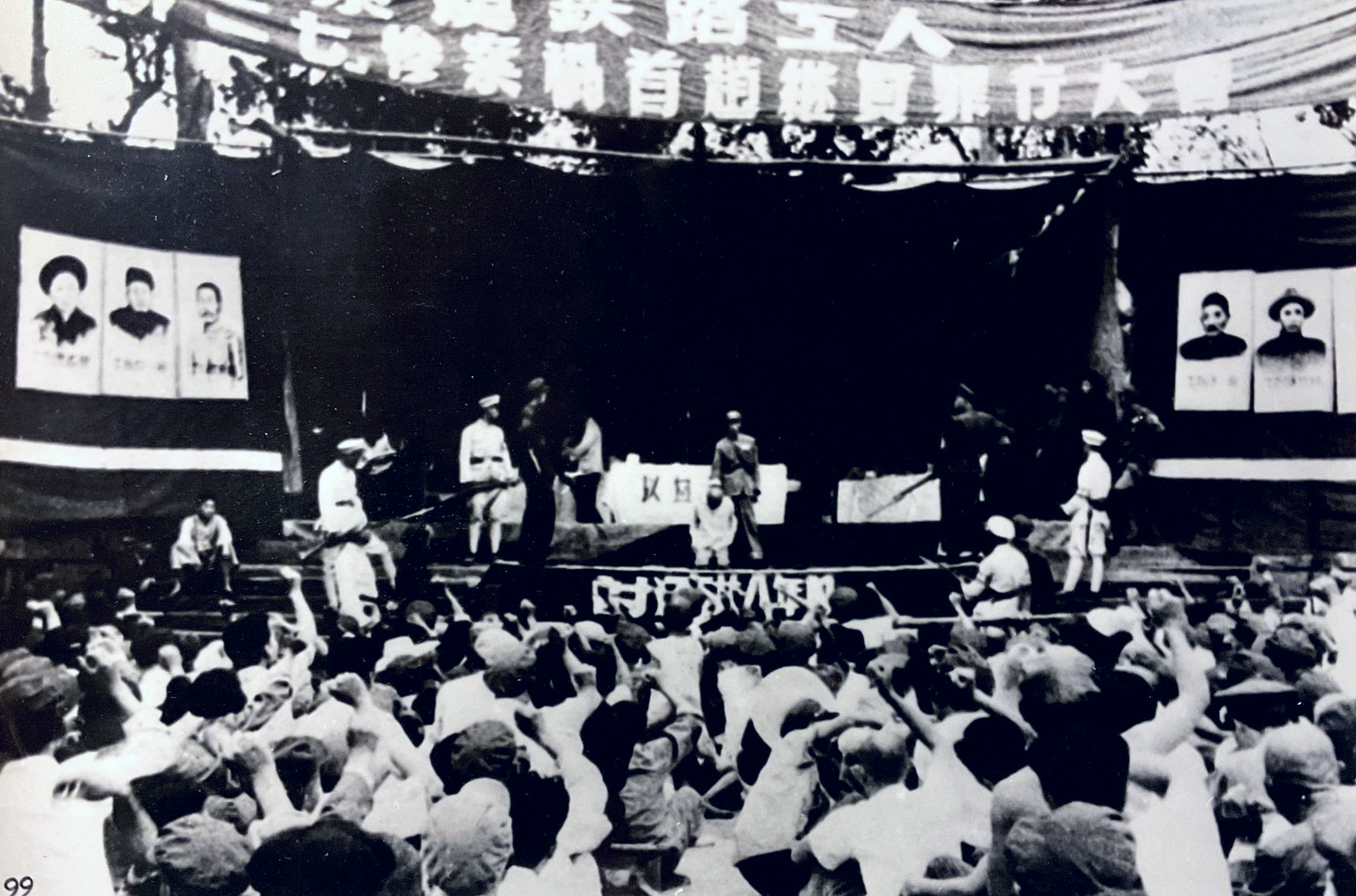
公审赵继贤大会影像（1951年）

1951年7月16日，在江岸车站召开了以“血债血偿”、“以血还血”为口号的赵继贤公审大会。1923年2月7日，林祥谦被军警枭首于车站站舍前的站台上，而时任京汉铁路局局长的赵继贤被工人群体认为是造成江岸及长辛店惨案的元凶之一。大会现场，林祥谦遗孀、二七死难者家属及各职工群众与会并控诉了其罪行。随后，赵在车站站舍前，即林祥谦就义处被执行枪决。
1952年，铁道部为了配合武汉长江大桥的工程，提出武汉铁路枢纽总体规划，本站的扩建与新余家湾站（今武昌南站）被列入枢纽扩建的二期工程。至1952年年末，车站具有5条到发线、8条调车线、4条存车线、5条走行线、2条牵出线、10条货物线、32条段管线、1条客车停留线、1条救援列车停留线、5条码头线。1953年1月1日，东区货场除3条线路及货场仓库雨棚外，其余移交至汉口港务局江岸作业区。

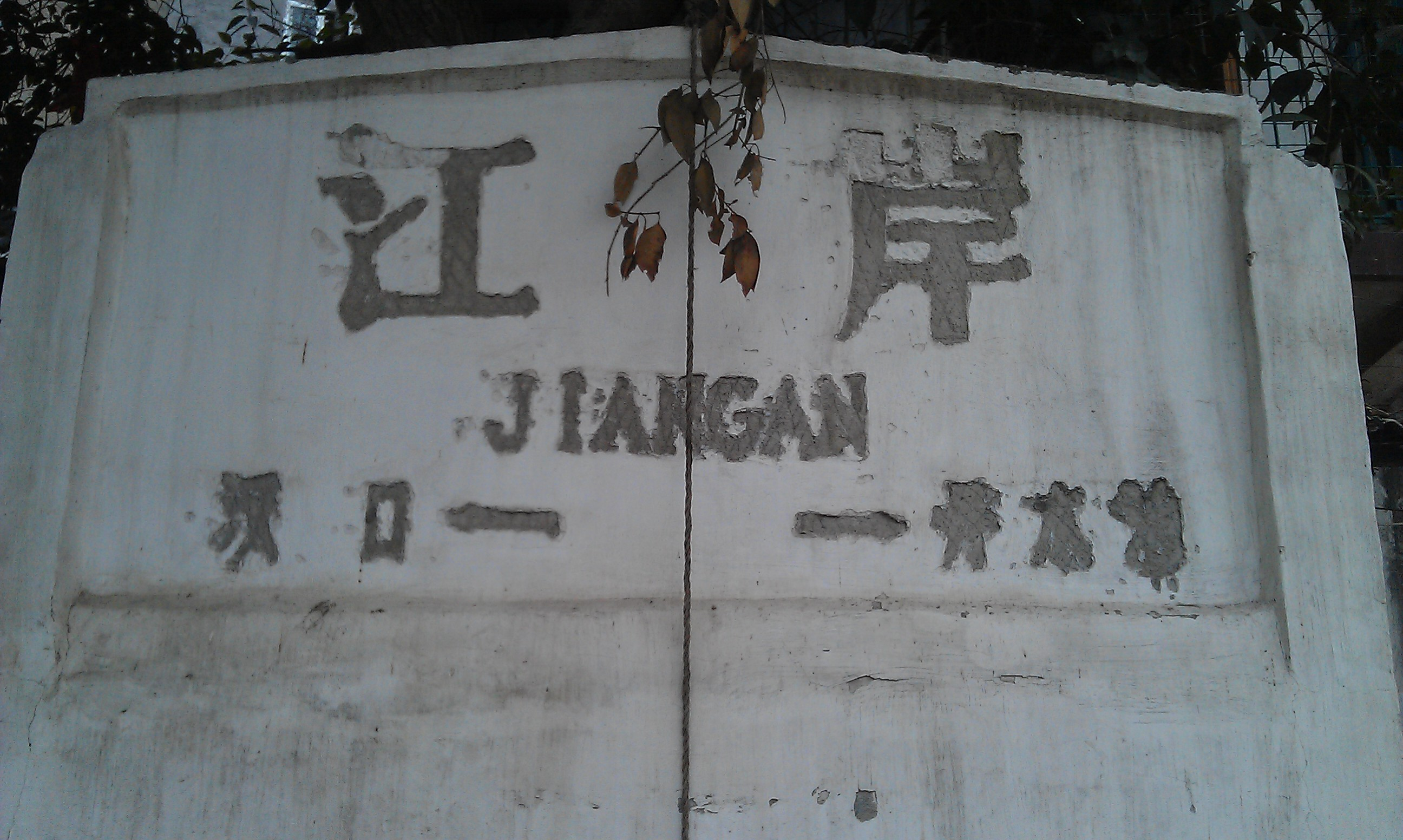
车站旧站牌，位于大智门的老汉口站和丹水池站为其邻站

1955年铁道部批准武汉铁路枢纽总体布局，当年在原江岸车站西北方向开始修建新场。
1955年4月25日，日本军旅作家火野苇平率代表团访问江岸车辆厂及车站，并听取了二七大罢工参与者吴东山、张士汉对罢工的回忆。当日火野一行来到车站，看到了车站附近如山般的煤炭及车站附近的工人聚居区，跨过了横跨江岸车站的跨线桥（即江码桥），并来到位于铁路边的初代站舍旁，听取了车站方面关于林祥谦事迹及公审枪毙赵继贤的讲述。:153-156
1957年车站货场启用，成为当时湖北省最大的铁路货场，并成为中华人民共和国铁路八大货场之一。同年10月15日，武汉长江大桥正式通车，京汉、粤汉线由汉水桥线路所及武昌站之间的大桥联络线相互联络，合并称为京广铁路。至当年年末，车站具有5条到发线、10条调车线、11条存车线、11条走行线、4条牵出线、3条货物线、32条段管线、1条客车停留线、1条救援列车停留线、5条码头线及1条土码头线。专用线发展为26条。
1958年1月1日，货场设施全部移交至港务局。9月，在南牵出线基础上修建土驼峰1座，增建货物装卸线。10月15日，新建上行场竣工投入使用，当时名为“新江岸车站”，车站与武昌北站间铁路轮渡停航，位于北区的码头线拆除，仅保留华冈牵出线东北的下河走行线及下河高线，下河低线交由港务局使用；武昌北站下河线，江岸站下河线码头归为战备码头，其余被拆除的码头线亦保留有随时铺轨启用的条件。同年，该站在江岸车辆段的客车整备业务迁往武昌，客车停留线（本区南场2道东）改为救援车停留线。1959年10月29日，新建下行场投入使用，编组工作大部分改由新站场承担，江岸站原站场职能调整为货运为主、编组为辅。1973年，新江岸站上行、下行场划出江岸站建制并新成立江岸西站。
1975年，车站新建货物站台3座、面积6922平方米；货物仓库4栋、计9035平方米。1978年，丹水池站至汉水桥线路所区间经由汉西站的汉口迂回线设为京广正线，经由江岸、汉口（大智门）、循礼门、玉带门的老京汉铁路区间改称京广附属线。
1984年7月，刘志军任本站站长一职，其之后曾担任中国铁道部部长。
至1985年年末，车站具有6条到发线、10条调车线、9条存车线、5条走行线、6条牵出线（3条由走行改为牵出）、14条货物线，32条专用线、25条段管线，以及救援列车停留线、检衡线各1条。有货物仓库5栋，总面积9114平方米；站台7座，使用面积20162平方米。全站有货物线15股；另有周边18个厂矿企业57股专用线与江岸站接轨，总延长达33.854km。
至1990年，该站有股道50条，总延长31.36千米，另有机车停留线和救援列车线各1条，段管线25条；有旅客站台两座，面积分别为4135平方米和3052平方米。

### 新汉口站建成后

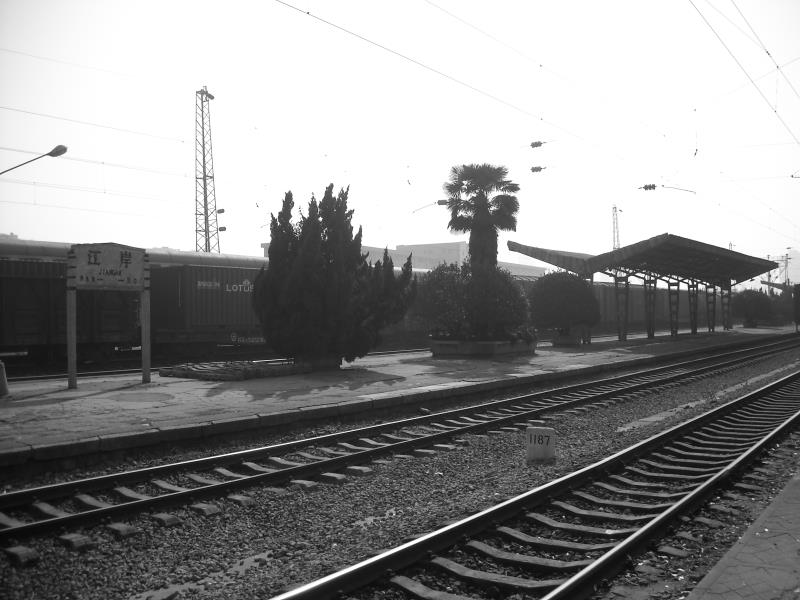
江岸南场以及京广线1,187千米里程标

1992年12月25日，车站完成电化，到发线6道拆除。1993年1月15日11时58分，车站内接触网正式通电，江岸站进入电化时代。1996年11月30日18时，经由老汉口站（大智门）的京广附属线封闭拆除，原址成为了今日的京汉大道和武汉地铁1号线；本站也随之由中间站变成尽头站。
1998年，解放军派部队抗击特大洪水，火车驶进江岸车站时，受到车站及附近居民的慰问。
在汉口站搬迁后，本站曾短暂开行始发旅客列车，分别为至麻城的6061/6062次及江岸至广水的7525/7526次两趟列车。至麻城的旅客列车前身为1996年9月1日麻武铁路开通后武汉铁路局开行的本站至宋埠的通勤列车1/2次，1997年4月1日改为江岸至麻城971/972次普客列车，同时套跑至江岸至广水的短途。2004年4月18日中国铁路第五次大提速后，6061/6062次车运行区间改为汉口至阜阳，车次改为1041/1042次；7526次列车则被停运，江岸站不再办理旅客列车乘降业务。
2001年7月至12月车站货场建成海关监管区，车站成为湖北省第一家铁路二类口岸站。2002年9月，该站由一等乙级站升为一等甲级站，定位为以货运为主的客货运综合站、地区性编组站。站场设有5条到发线和2座站台，调车场设27条编组线和简易驼峰1座，另设有38条专用线、24条段管线和15.19万平方米大型货场1座，货场内设有面积15,000平方米的海关监管货区。同年完成货物发送95.9万吨，其中铁路口岸运量10.2万吨，发送外贸集装箱3,414标箱，发送外贸整车1,721车。年日均装车52.1车，卸车130.4车，办理车1204辆。
2000年12月23日，武汉轨道交通1号线一期工程（黄浦路至宗关）开工建设。在黄浦路站北头，建设有一条轨道交通联络线与本站南牵出线相联络。2003年末，1号线首批车辆皆是经由江岸站及此条南牵出线交付武汉地铁集团。

### 衰落与拆除

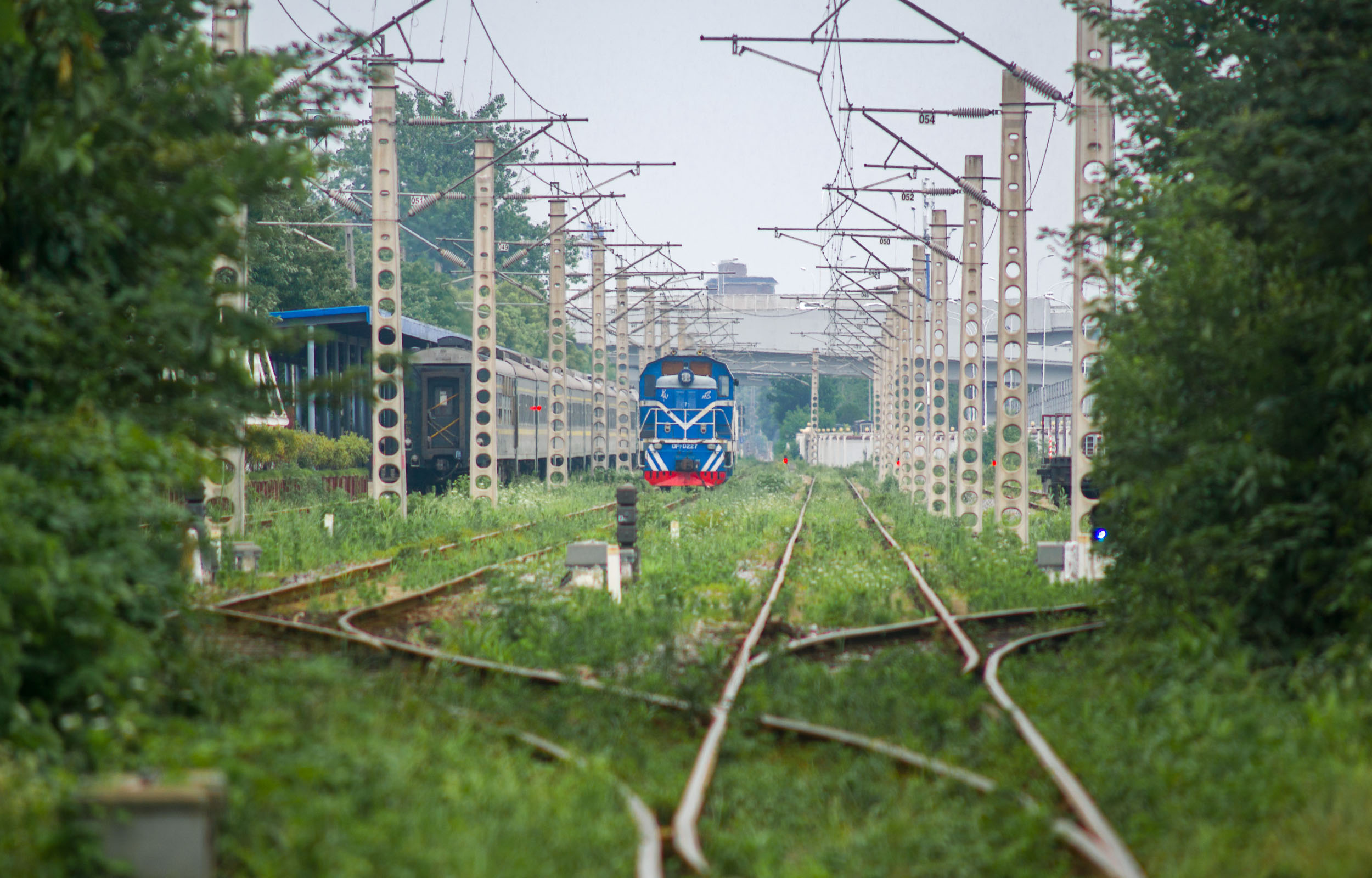
江岸站北场，8344次通勤列车即将发出（2019年）

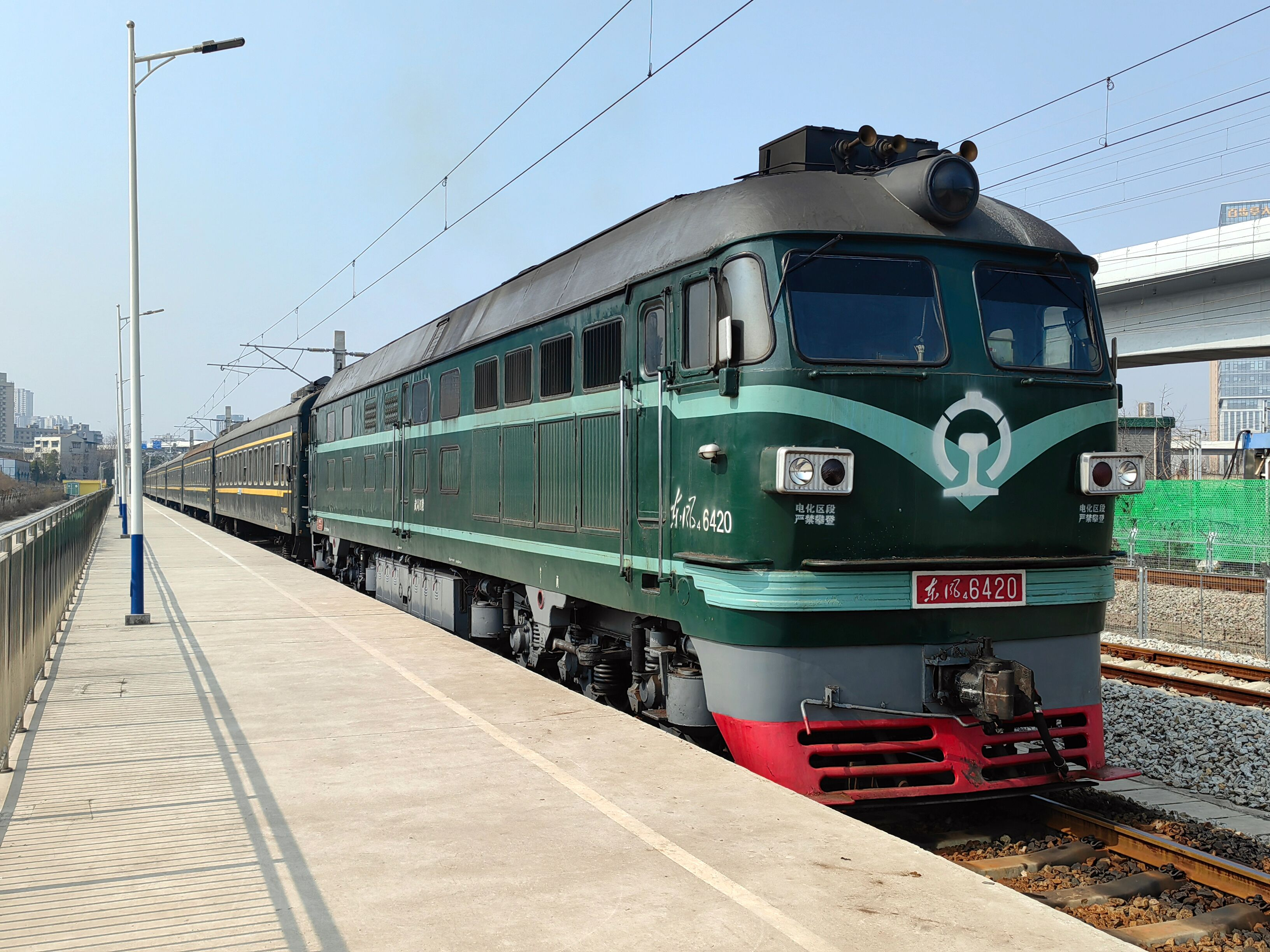
在丹水池站牵出线停靠的原江岸通勤（2022年）

2000年以后，由于地方政府的城市规划，江岸站周边的货场、专用线逐步转移和拆除，货运量随之不断下滑。2006年江岸站降为三等站，划入江岸西车站管理。2008年汶川地震期间，车站承担了救灾物资的转运工作。2009年8月13日，黄浦路道口关闭。2010年7月起，武汉铁路局将江岸站向北迁移1.8公里，迁至徐州新村、原老江岸车辆厂内，由新成立的武汉北直属站管辖；机务段则迁至武汉北站中，但江岸机务段的名称仍继续沿用。2010年10月9日，该站迁址后正式运营；同年12月31日原车站货场停办货运业务，原货源转移至吴家山站、丹水池站及本站接轨专用线办理。2013年全年，江岸站共装车8,804车，发送49.50万吨。
2019年底，本站新址（北站场）计划拆除，届时将在丹水池站新建到发线及牵出线，并将本站货运、通勤业务转移至丹水池站办理，但受2019冠状病毒病疫情爆发影响，此项工程被推迟。2021年3月29日，江岸站正式停用，而丹水池站改建工程则于3月31日投用。4月7日，江岸线与今京广铁路新线接驳处正式断开。

### 后续
车站在停用后，作为武汉市文物保护单位的原车站初代站舍被改建为月台公园，面积约8,300平方米，2022年建成。公园内保留了江岸站旧址站房和站台。建成后的公园为附近商品楼盘售楼处景观的一部分，在销售期间用于展示与接待，未来也将恢复集中商业，作为永久性配套设施为周边社区提供休闲嬉戏的公共空间。

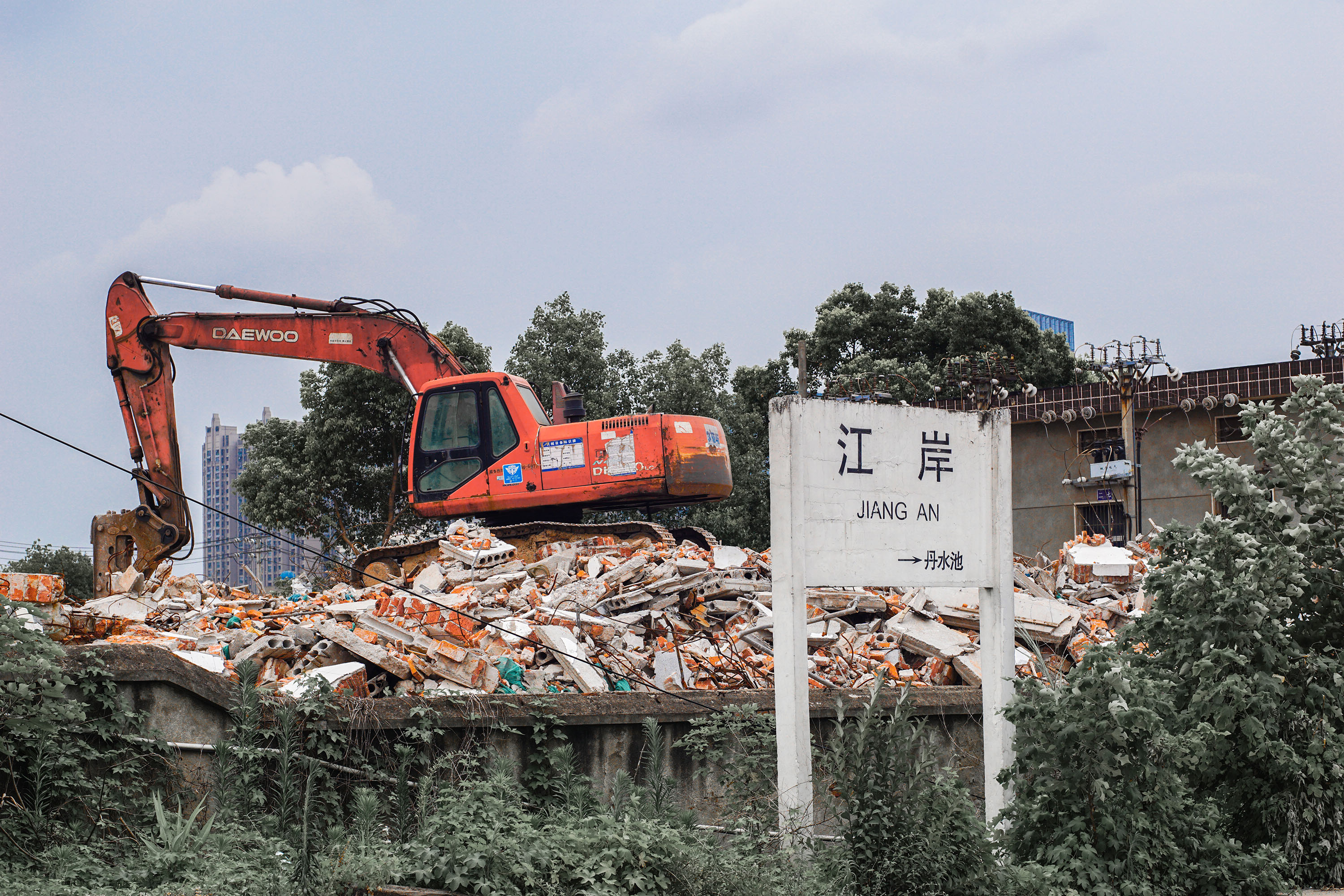
江岸站南侧线路已于2010年废弃，车站关闭前仅余北侧线路与丹水池站相接
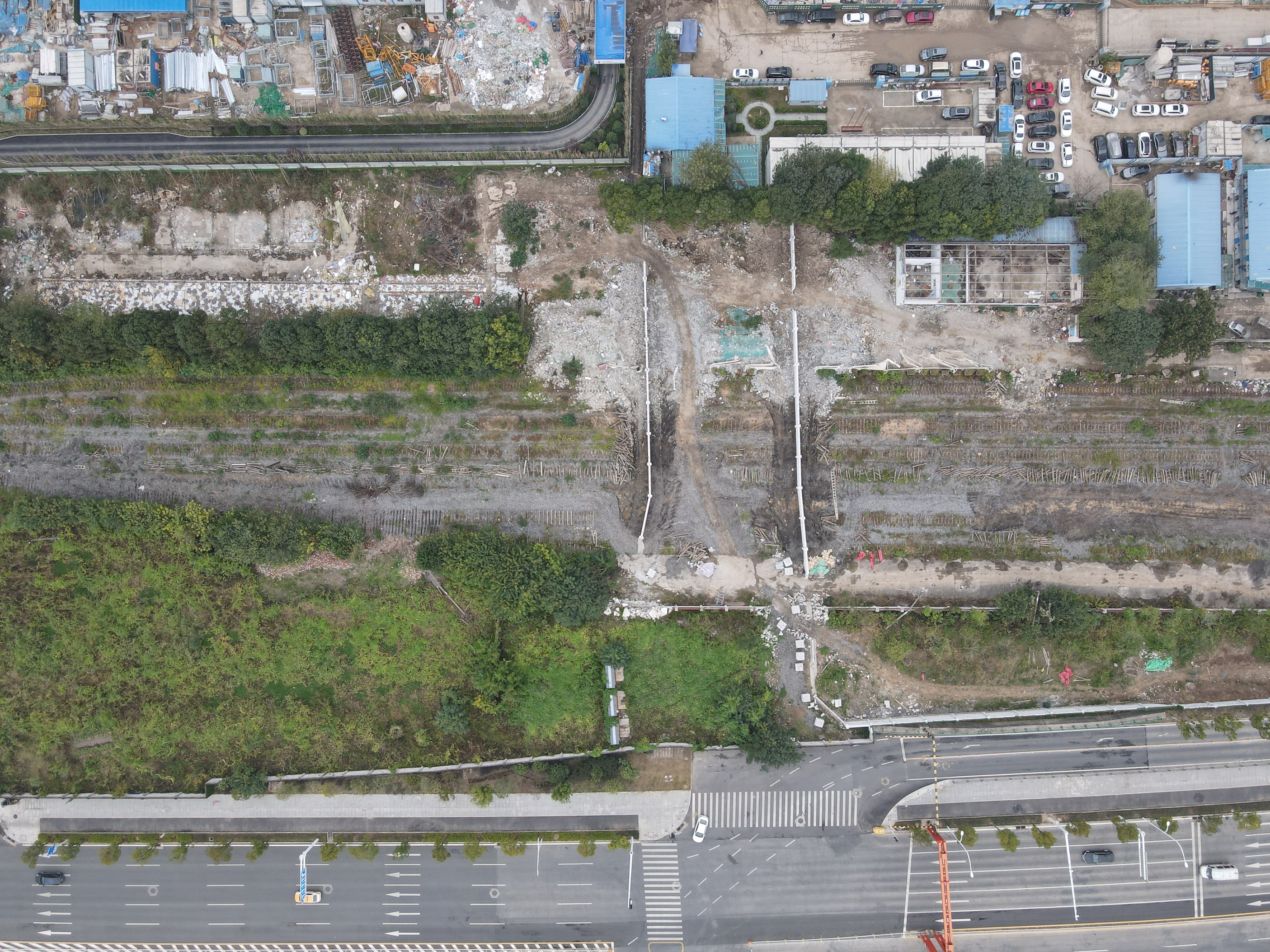
拆除后的车站站场（2021年11月）
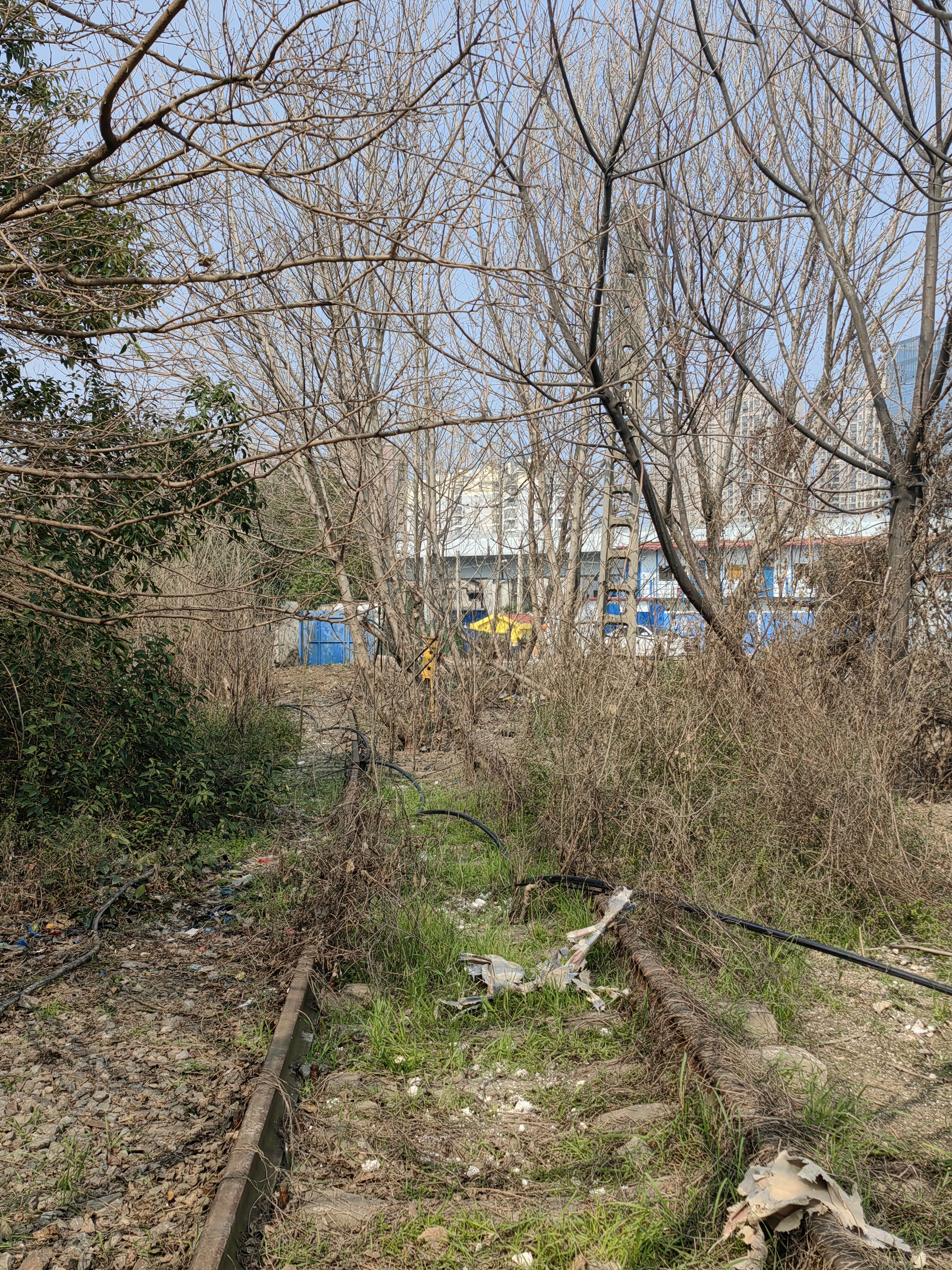
残存的江岸西联络线轨道（2023年2月）
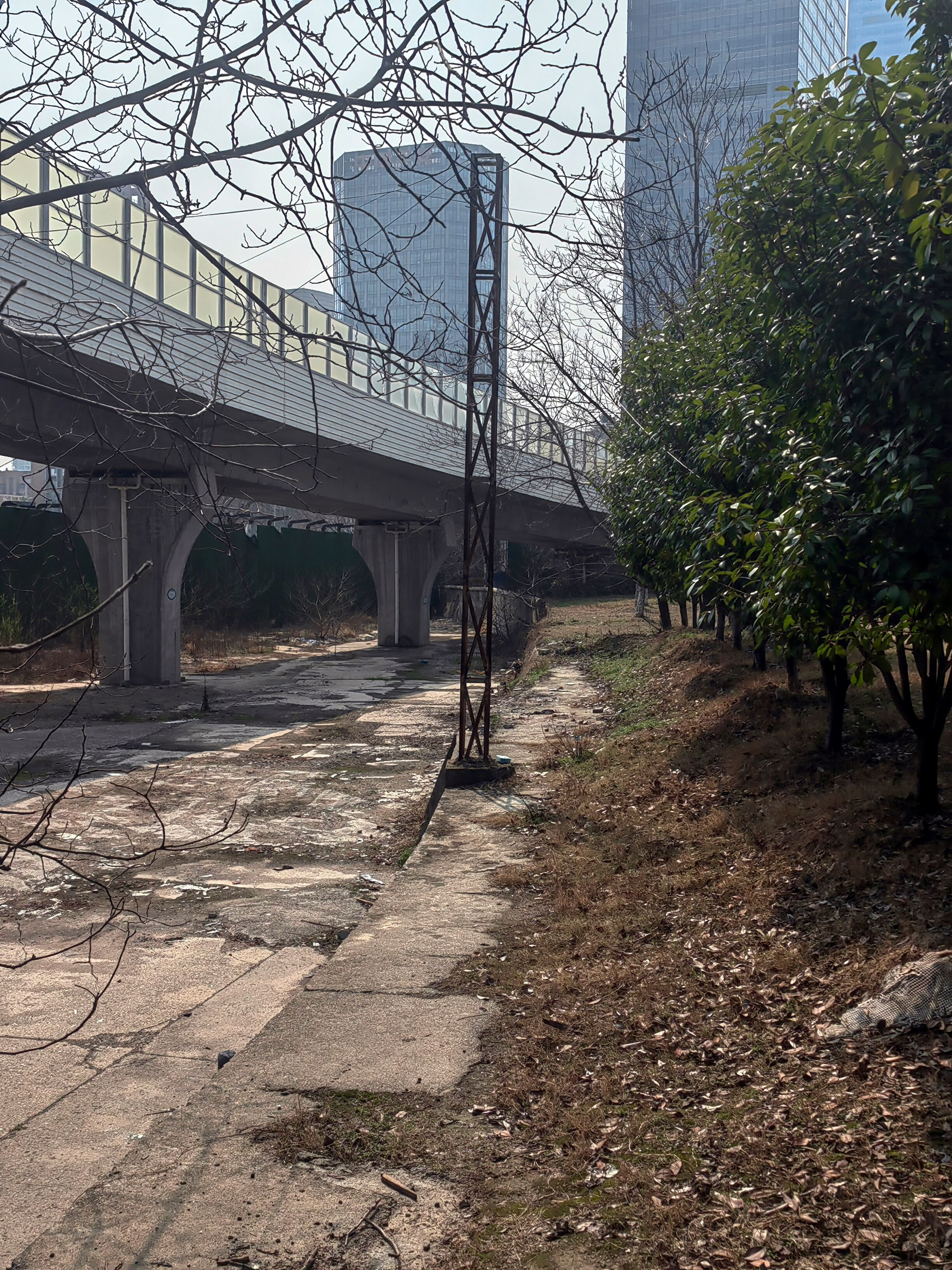
小南区路基边遗留的接触网锚柱（2023年2月）
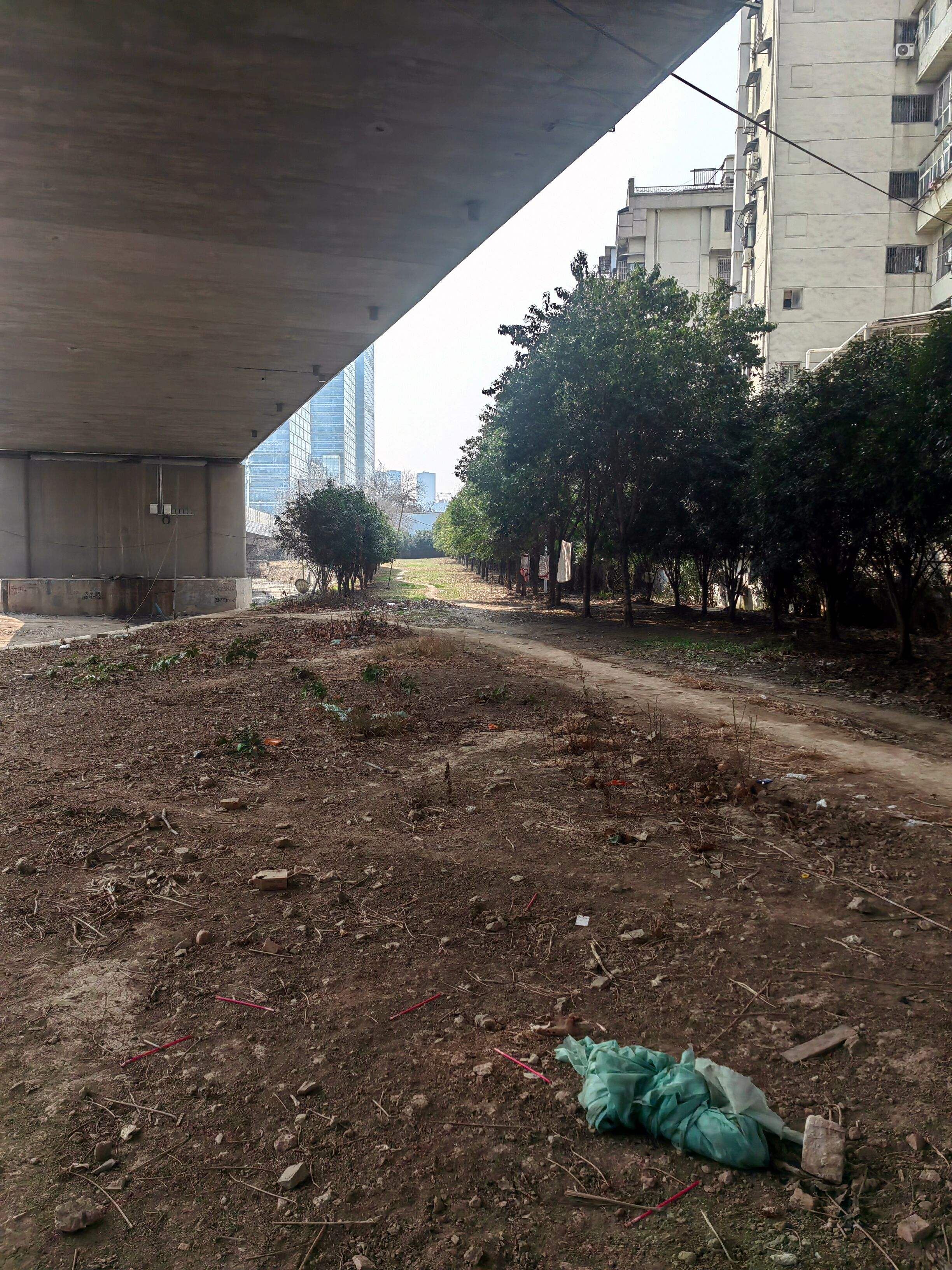
1号线跨线大桥下的江岸站南咽喉及小南区路基遗址（2023年2月）

#### 林祥谦烈士就义处事件

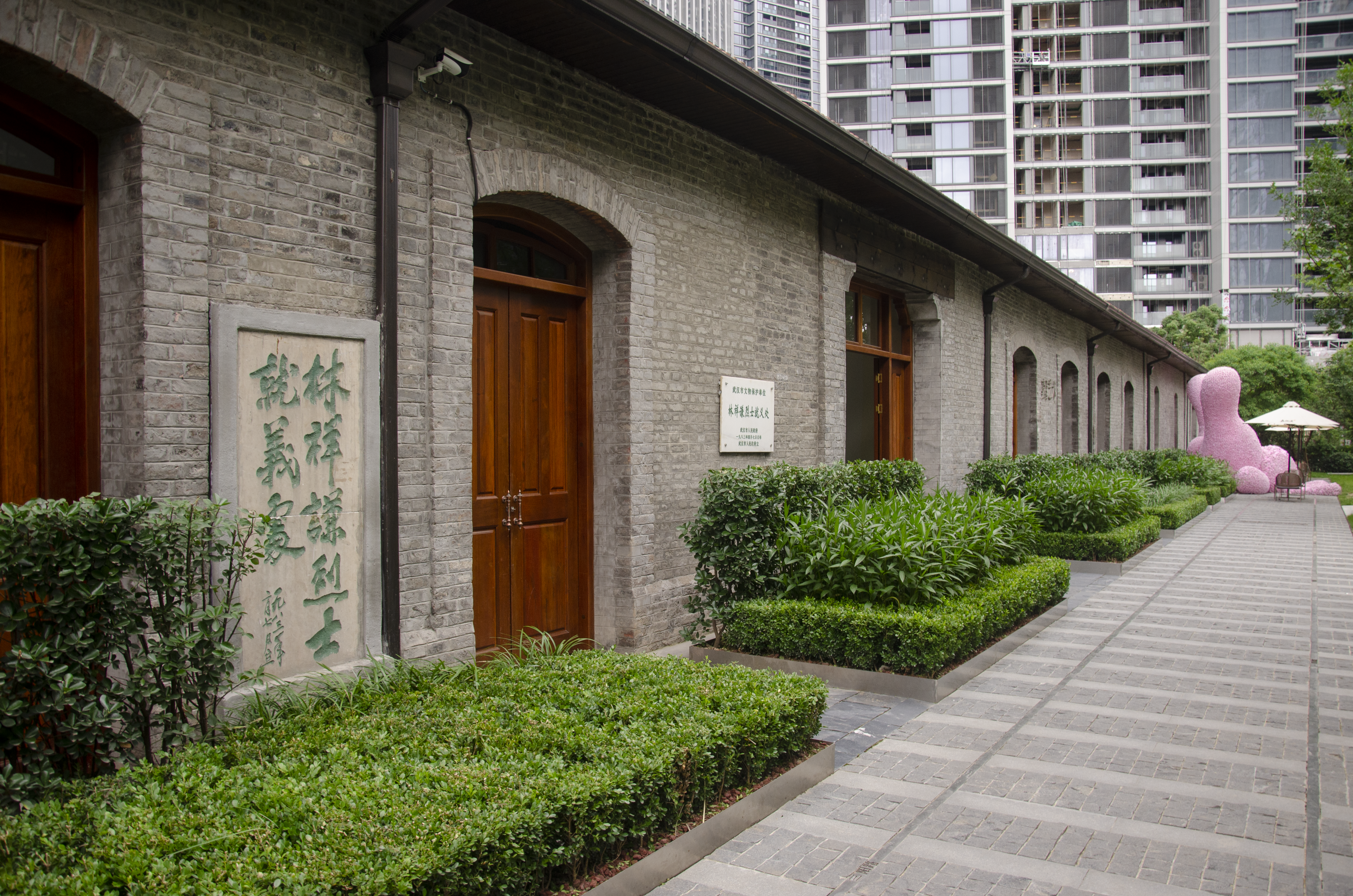
林祥谦烈士就义处石碑与文保铭牌，遮挡文保单位铭牌的房地产铭牌已被取下，遮挡就义处石碑的花草亦被修剪（2023年5月）

2023年5月中旬，有网友反映“林祥谦烈士就义处”石碑被降低高度且被灌木丛遮挡，仅能看到“林”、“就”二字；市文物保护单位铭牌被售楼部广告牌匾遮挡；原在江岸站南场站台上的林祥谦塑像下落不明，同时批评开发商将应该进行烈士纪念的场所被用作售楼部的行为。视频一经发出，在中国大陆互联网引起争议。随后，江岸区文保部门前往现场督促整改。
5月19日，针对本事件武汉市江岸区人民检察院发出了《武汉市江岸区人民检察院对武汉国升置业有限公司提起民事公益诉讼的公告》。
此后，武汉市文旅局文保处工作人员向媒体解释该场所并用作售楼部的传言不实，且林祥谦塑像被放置于附近韦桑东路的变电所当中。当被问及缘何将文保单位铭牌遮挡时，文保处仅回答已经整改。在部分媒体出具的电话录音中，文保处还宣称曝光者“反映的内容都不属实”。这些言论引起了曝光者及大量网友的不满，曝光者再度出具视频展示证据，有网友在武汉市文旅局哔哩哔哩账户下的视频里要求文旅局给出确切说法。
经中青报记者调查后，《中国青年报》在5月26日刊第10版中“尽可能地还原了事件全貌”，其中提及了该江岸站站房在售楼部前数十米且接待必须从中穿过，易让人误认为售楼部的事实。

## 站场设施

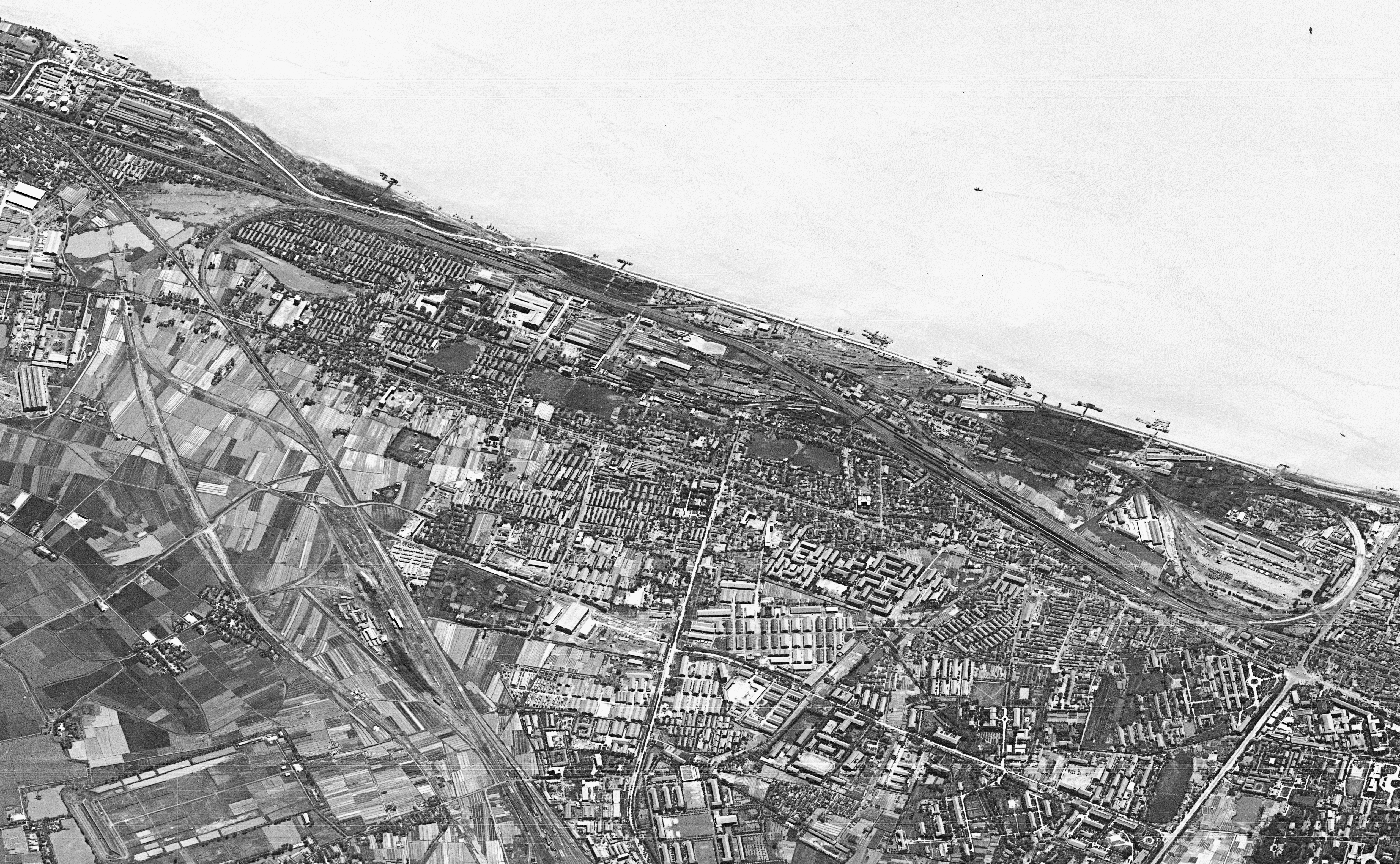
美国利用日冕计划所拍摄的江岸站及附近区域全图（1967年）

### 早期车站结构
1920年6月，本站附近15.2千米区间的正线完成复线化改造。至1937年，站场拥有7股半条轨道，其中正线有效长520米，侧线有效长270米，侧线总延长2,2085米。各侧线、牵出线、段管线长度详情如下：
| 线路种别 | 侧线 | 侧线 | 侧线 | 侧线 | 侧线 | 侧线 | 侧线 | 牵出·存车线 | 牵出·存车线 | 牵出·存车线 | 牵出·存车线 | 牵出·存车线 | 牵出·存车线 | 牵出·存车线 | 牵出·存车线 | 牵出·存车线 | 牵出·存车线 | 机务段及车辆厂 | 合计  |
| -------- | ---- | ---- | ---- | ---- | ---- | ---- | ---- | ----------- | ----------- | ----------- | ----------- | ----------- | ----------- | ----------- | ----------- | ----------- | ----------- | -------------- | ----- |
| 长度     | 632  | 408  | 333  | 257  | 227  | 85   | 163  | 178         | 68          | 302         | 440         | 1313        | 209         | 391         | 290         | 1641        | 104         | 15044          | 22085 |

另外，江岸车头厂（江岸机务段）有砖砌机车库一座，面积1912平米，长42米，有线路6条，可存放12台机车。车库外有转车台一座，宽18米，载重120吨。亦有客货车车库一座，有线路3条，可存放12台车辆。

### 车站结构（1998年）

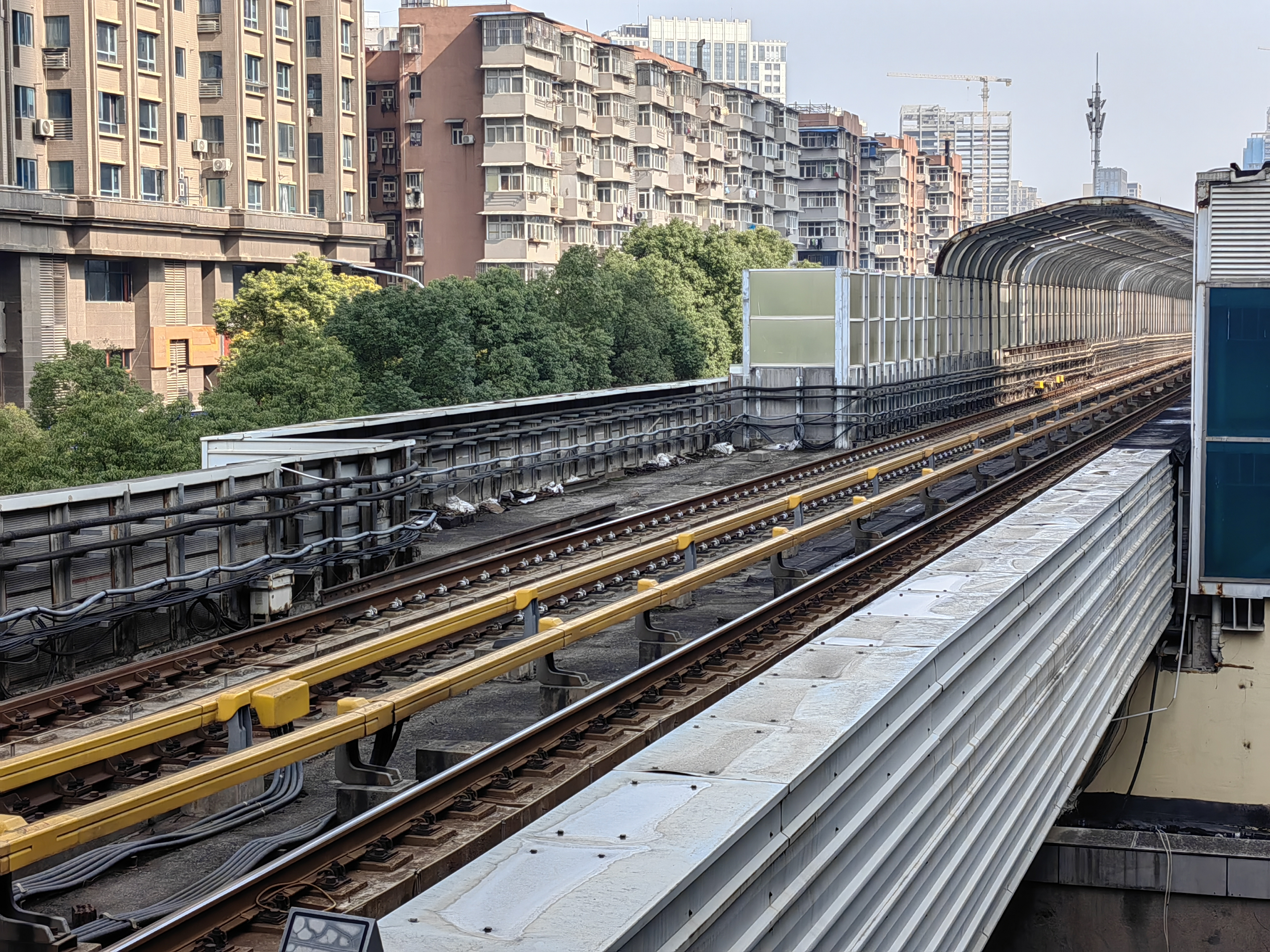
原江岸站南牵出处轨道交通1号线联络线遗址（图中突出部）（2023年）

本章节内容说明：除另标文献外，根据《江岸站志（1898－1998）》扉页《江岸车站示意图》及书第二章第二目《1998年线路一览》整理。
至1998年时，车站可以分成如下几个部分：本区、东区、北区、货场，细分来看则可以分为：本区到发场、本区调车场、东区、北区、小南区、市外贸货场、货场。

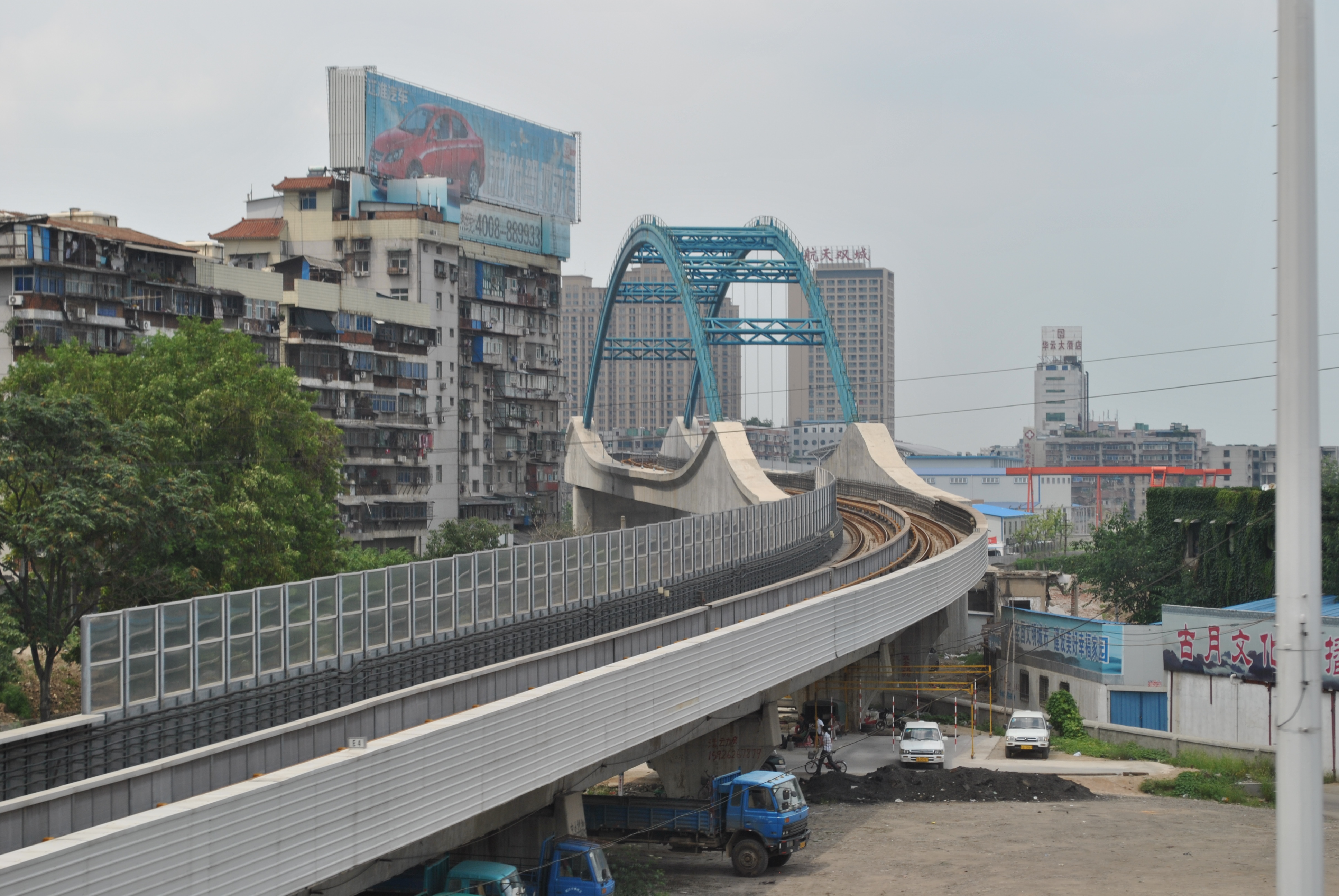
1号线跨线大桥，其建设初衷便是为了横跨南场咽喉地带，但江岸南场在桥梁修建完成后旋即废止（2011年）

- 北区：该区域位于车站北头，江岸车辆厂以东。含丹水池以东诸专用线、下河线及周边专线、江岸车辆段、江岸材料厂、工务料库以及北场。由丹水池而来的两条线路，靠西的一条为原京广附属线正线、靠东的一条为丹水池以东诸专用线的走行线，到北场时在西侧又有一条江岸西联络线汇入。事实上在北区，正线及江岸西联络线没有渡线与专用线走行线及北场联络，因此北场只是调车场，并无到发线。北区负责的几乎是专用线列车的停靠以及原轮渡的车辆交换。该区域电化线路仅有正线及江岸西联络线的走行线。
- 小南区：该区域位于车站南头，大类上属本区，北至车站南咽喉（今1号线跨线大桥处），南至芦沟桥路。至黄浦路道口时，靠西一条为原京广附属线正线，靠东一条为南场的南牵出线。此二线最早是大智门——江岸的复线[66]，在芦沟桥路南北各有一个滑坡，称之“上滑坡”、“下滑坡”[67]，1949年后[68]，东侧线路遮断变为南牵出线。2004年武汉轨道交通1号线建成后，有一条联络线从高架落地，与南牵出线有渡线相接。在此有武汉通信段院落至今仍在使用。
- 本区到发场：该区域含南场1－5道（原6道到发线在电化改造期间拆除）及救援车线、机务段车辆厂的走行线，为客货并用场，南场1－5道为电化线路。由正线而来的车辆必须经过到发场才能被送往各区，反之亦然。在南场北部还有一座人行跨线天桥（江码桥）。在江码桥以南不远的13道边，即是江岸站初代站房（林祥谦烈士就义处）[28]。
- 本区调车场：该区域含南场7－16道，因是调车场故未电化。在江岸西的调车场投入使用后，只起到辅助编组的作用。其中14道自15道岔出为尽头线，作停放危险物品车辆用。15、16道北头与东区联络。
- 市外贸货场：该区域含南场17－22道，九十年代建成，大类上属东区，除17道外皆是尽头线，电化情况同上。外贸货场北头汇入15道一同与东区相接。
- 东区：该区域含东区三线（江交、市交、中交）以及港务局诸线路、东区牵出、回转线东、江岸工务段。其中在江交北线有一条与港务局合资修建的轨道衡。主要负责市外贸货场、东区货场、港务局线路的走行及简单编组。
- 货场：即江岸货场，1957年建成，含货场内13条线路。

车站站场一览图

### 旅客运输施设

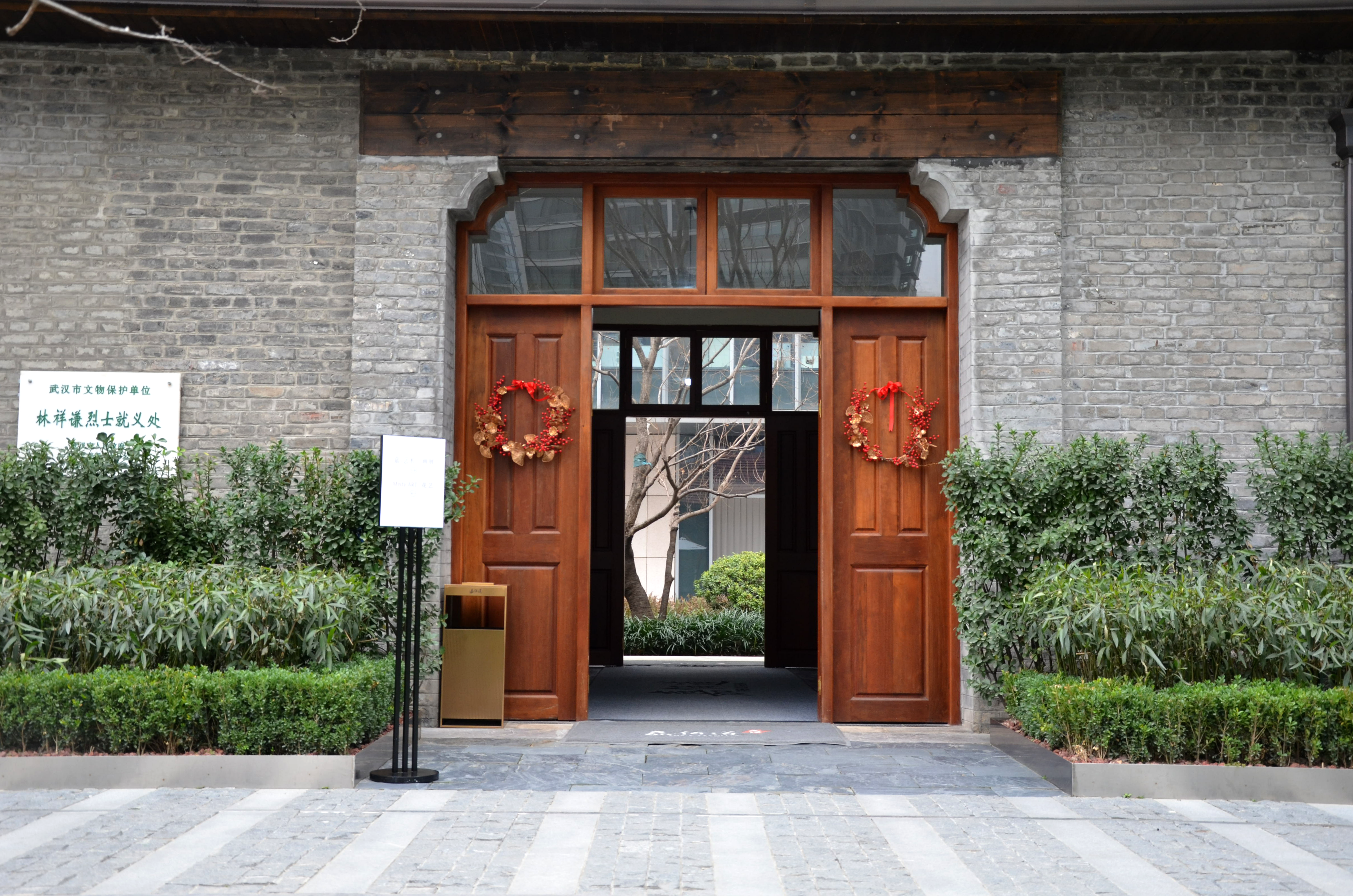
江岸站初代站舍候车室中门（2023年）

车站建站时，在轨道东侧修建有平房站舍1栋（即今日公园保留的建筑），最早期的建筑是一层砖砌二层木结构的建筑。站舍中部被用作候车室，面积36.24平方米；候车室北面被用作售票室，面积为9.9平方米；售票室北面为行李房，面积38.28平方米。股道与站舍之间是1座侧式旅客站台，长200米，宽10米（或长266米，宽7米，高0.64米:148），1923年二七大罢工期间，林祥谦就是在此地被枭首并曝尸。在站台之上原有雨棚，几经毁坏后再未复设。

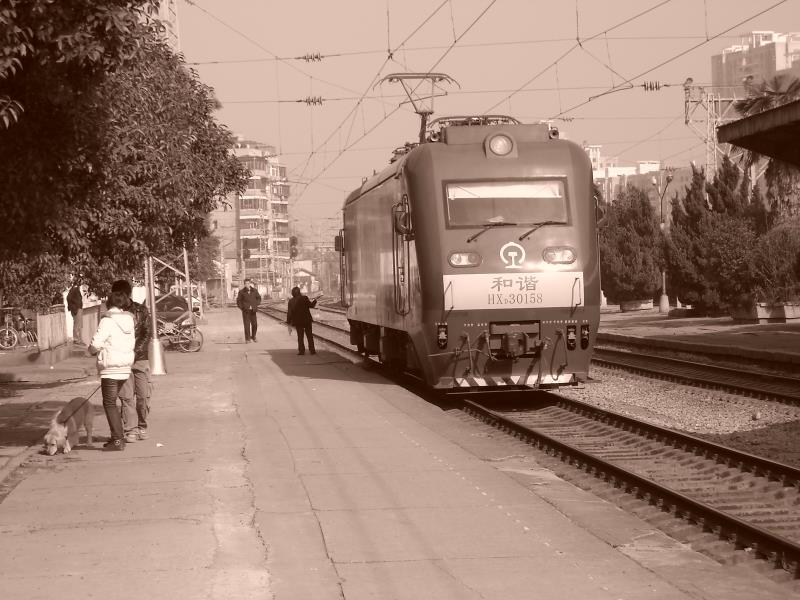
HXD3-0158在江岸南场，可见两座站台的配置（2000年代）

1950年车站开始扩建，1951年底车站站台拆除，1952年站场大规模扩建，老站舍弃置不用，在南场西侧修建了1座简易木结构候车室，1956年又改为1座砖瓦结构的候车室。同1952年，车站修建了2座旅客站台：1岛式（2站台）、1侧式（1站台）。1965年，在1站台南部修建了1座更大的木框架砖瓦结构客运站舍，面积450平方米，原候车室变为行李房。1981年，在1站台加盖2座雨棚。1982年，将行李房改建为2层平房，上层用作办公室及票据室，又在2站台加盖雨棚2座。1983年，因旅客列车编组扩大，站台延长，此后1站台长488米，2站台长392米。1991年车站电气化后，1站台雨棚拆除。
| 东↑ |             |                            |  |
| 6道 |             | 到发线（电气化改造后拆除） |  |
| 5道 |             | 到发线                     |  |
| 4道 |             | 到发线                     |  |
| 3道 |             | 到发线                     |  |
|     | 岛式，2站台 |                            |  |
| Ⅱ道 |             | 京广附属线正线             |  |
| 1道 |             | 到发线                     |  |
|     | 侧式，1站台 |                            |  |
| 西↓ |             |                            |  |

2010年后，江岸站新场仅有一座侧式站台并在后来加造雨棚，仅供武汉北——江岸间走行的通勤8342/3、8344/5、8346/7列车的停靠与车底存放。

### 货物运输施设

#### 早期货运施设
早期车站建站后并未单独设置货场及货物线，但在后来的东区牵出线位置有检衡线1条，设有一台菲尔磅盎斯式轨道衡，衡量85吨。日军占领武汉后，其曾经在北区华钢线位置修有岛式军用站台1座并修有军用线2条，这些军用设施在1945年日本投降后拆除。此后至1949年解放军进入武汉前，车站在东区修建了3条单独的货物线。

#### 江岸货场
1950年，车站拆除江边3道、延长江边1道，并在车站南头设置货场，修建了货1至货6及货边1道，当时共计货物线9条。1952年，货场扩建，在东区毗邻江岸码头的地带设置了13条货物线（江1至江13），当年，其中11条正式投入使用，后来这些专用线交由武汉港务局江岸作业区管理。
1954年第四季度，在回转线围成的空旷地带中，新货场正式开始投入建设，此即是江岸货场。1955年货场投入使用，1957年货场基本建成。当时，江岸货场为湖北省境内最大的铁路货场，亦跻身于中国大陆铁路八大货场之一。
1965年后，货场配套设施逐步完善，先后进行了通道及货区的地面硬化工程以及货场围墙的改建。1978年，在小南区修建了集装箱修理所，1987年停办，改为货物包装加工厂。1996年，江岸港埠公司与江岸车站合资在东区江交北线设置了一台轨道衡。
2010年12月31日，车站货场货物业务停办，货场关闭。

#### 武汉外贸江岸货场

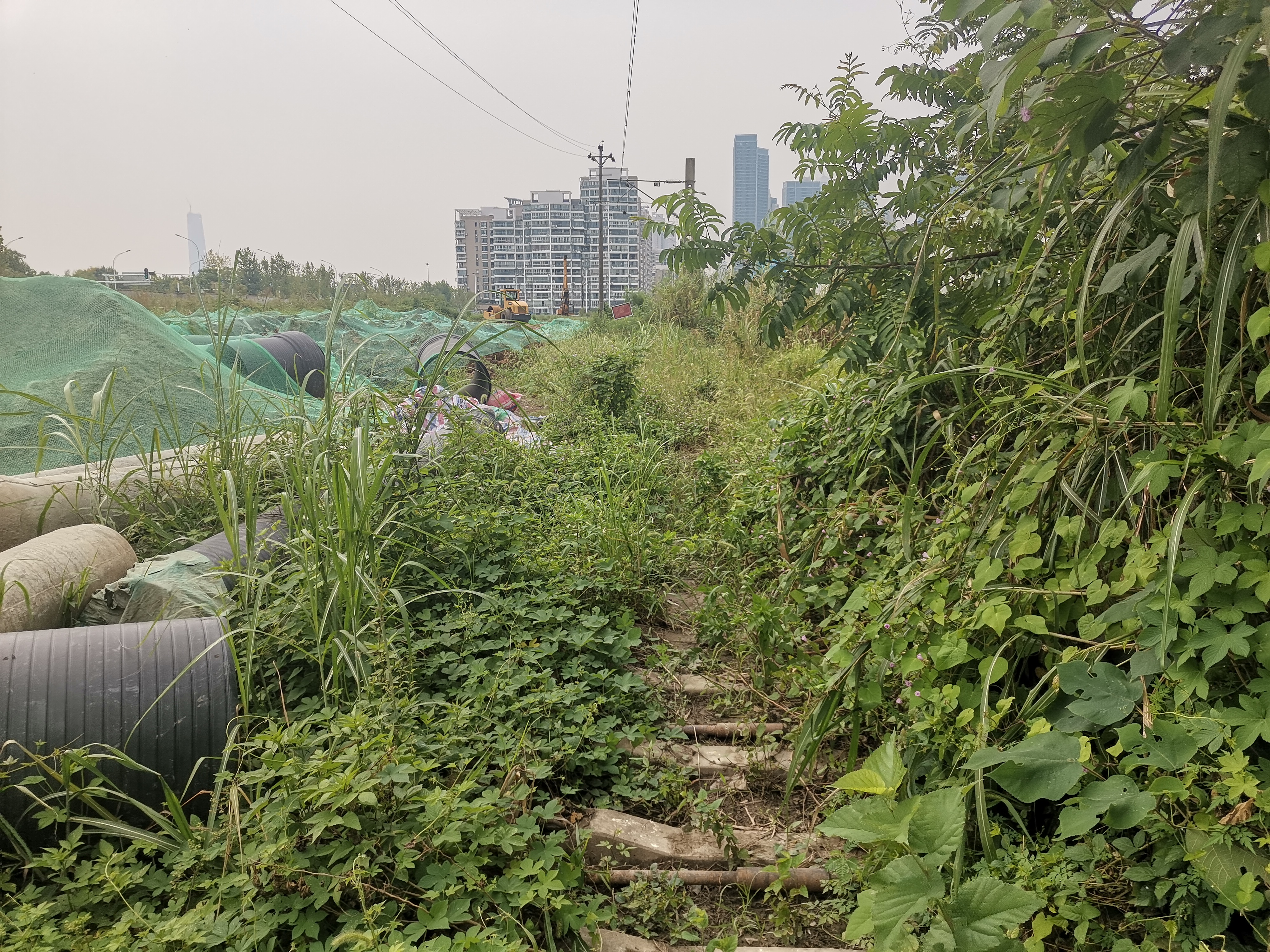
废弃的江岸站新场南头通往市外贸货场的线路（2020年）

早期武汉市外贸系统一直没有单独的铁路专用线，其运输业务都要在江岸货场或借其它单位专用线完成，同时车站货运压力亦逐年增加并趋于饱和。因此在1987年6月，武汉市外运公司、市粮油进出口公司、武汉铁路分局实业开发公司与车站合资成立武汉外贸江岸货场股份有限公司，并于1994年8月修建武汉外贸江岸货场，简称市外贸货场或二货场。货场于1995年6月15日开始试运营，市外贸货场与本区16道相接，计有6条线路，总面积49424平方米。
2008年8月28日，因陷入与中国农业银行的借款纠纷，作为被执行公司的资产，市外贸货场土地被拍卖，2011年6月16日易主。市外贸货场在南场及江岸货场废弃后仍至少使用至2014年，且没有交付得拍者。2014年8月25日，外贸货场公司方被勒令强制腾退。

### 段管线及专用线情况

#### 段管线
自1898年车站建站时，工务段及机务段就与车站接轨。1901年增加了江岸机厂的段管线；1902年增加了枕木厂的段管线；1919年增加了材料厂的段管线，但当时2条材料厂线路与车站东区南头接轨，直到1951年才改为从北侧接轨。1949年，枕木厂搬迁，北侧一部分交付石油分厂（后武汉石油化学厂）使用，南侧改建为江岸车辆段，计有10条线路。1950年，铁路桥梁厂在东区设置桥1、桥2两股线路，1957年桥梁厂搬迁，两线交由车站用作货物线。1950年6月15日，成渝铁路动工，为转运材料，车站在江岸车辆厂毗邻的长江岸边修建4条物资装卸线，后在1960年拆除其中3股，余下1条用作北区牵出线。

#### 专用线
车站早期并未有专用线接轨。截至1937年，在江岸枕木厂（后江岸车辆段位置）以北、丹水池平汉线以东、长江以西的江岸地带，仅有亚细亚、美孚、福中煤厂在此设立的煤厂、油库以及水陆联运码头，并计划修建专引线。1936年，福中矿业公司修建了专用线2条及1条走行线，后改为与枕木厂接轨，1945年又改回与正线接轨，1954年后改隶湖北省粮油进出口公司，称“粮油线”。1949年后，上文的油库皆被收归国有，并在随后修建了专用线与江岸站联轨。1958年，武汉铁路轮渡停运，东区的13条货物线及华钢高线、低线，与轮渡线的5条码头线及下河高线、低线全部交由武汉港务局。1956年，江12拆除；1970年，江4拆除；1978年，江9拆除；1995年，江10、江11拆除，封存江3。自市外贸货场废止后，江岸站新场不具备单独的货运条件，仅供专用线货物车辆的调车编组。

#### 线路一览
说明：本表主体依据《武汉市志（1985）-交通邮电志》:246-247，2021年数据参照95306作成。
| 单位名称                         | 条数 | 总延长 | 2021年使用情况 | 专用线代码 | 备注                             |
| -------------------------------- | ---- | ------ | -------------- | ---------- | -------------------------------- |
| 武汉肉类联合加工厂（肉联）       | 4    | 2193   | 废线           | 21875003   |                                  |
| 武汉石油采购供应站（石油总厂）   | 4    | 3161   | 使用中         | 21875011   | 今称中国石化润滑油公司华中分公司 |
| 省食品进出口公司冷库（食品冷库） | 1    | 344    | 停用           | 21875002   | 今称武汉仁和冷冻有限公司         |
| 省盐业公司新华钢库（新华钢）     | 1    | 249    | 停用           |            | 今称湖北云鹤盐业包装有限公司     |
| 军区汉口物资供应站               | 1    | 360    | 废线           |            | 今称华祥泰江岸路8号汽车工业园    |
| 省粮油进出口公司储炼厂           | 1    | 165    | 废线           |            |                                  |
| 江岸煤建商店丹水池库（煤建）     | 2    | 248    | 停用           |            |                                  |
| 省石油丹水池油库                 | 1    | 615    | 停用           |            |                                  |
| 武汉石油化学厂（石油分厂）       | 1    | 360    | 废线           |            |                                  |
| 江岸车辆段                       | 6    | 3288   | 废线           |            |                                  |
| 江岸工务段                       | 1    | 282    | 废线           |            |                                  |
| 江岸材料厂                       | 3    | 837    | 废线           |            |                                  |
| 江岸机务段                       | 2    | 3260   | 废线           |            |                                  |
| 省粮油食品进出口公司（粮油）     | 1    | 531    | 使用中         | 21875004   | 今称武汉宏福源物流有限公司       |
| 江岸车辆工厂                     | 3    | 12757  | 废线           |            |                                  |
| 武汉港江岸作业区                 | 13   | 3495   | 废线           |            |                                  |

### 轮渡
1937年3月10日，武汉铁路轮渡开始运营，车站为此增设了5条码头线。该轮渡后经战乱断续通航，直到1949年后才没有中断。1953年车站站场扩建，北场的3、4道被用作轮渡车辆交接线。轮渡码头有5座，有存车线4条，拖轮7艘。轨轮3艘。
1957年10月15日，长江大桥通车。但由于当时的武汉铁路枢纽基建尚且落后，除旅客及直达货物列车会通过武汉长江大桥外，零解及武汉地区列车仍使用轮渡过江。1958年10月11日，因车站新场（后江岸西站）投入使用，铁路轮渡正式停航，但仍用作战备使用。
1962年，轮渡牵出线（北场9道）边修建了水鹤1座、煤台11座。但此后轮渡并未能像武昌北站的战备码头那般运用到2012年。

### 林祥谦塑像
1983年2月7日，江岸站1站台上树立林祥谦雕像一座。江岸站南场废除后，林祥谦塑像被迁移至韦桑东路的变电站内。